# Sommet mondial sur la sécurité nucléaire

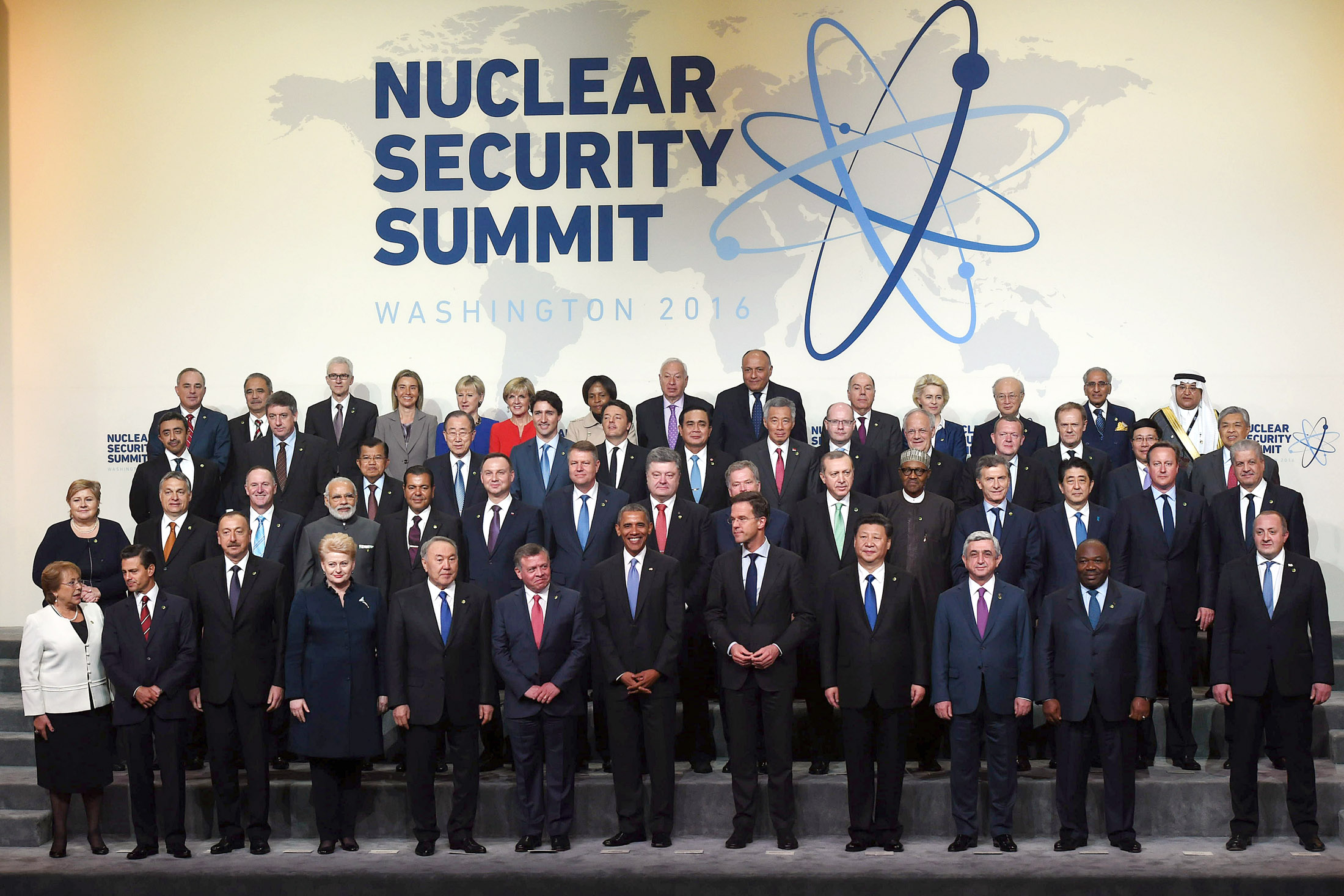
Photo de groupe du Sommet Mondial sur la Sécurité Nucléaire de 2016.

Le Sommet Mondial sur la Sécurité Nucléaire (SSN) est un sommet international qui a pour objet de prévenir le terrorisme nucléaire sur le plan mondial.  Le premier sommet a eu lieu à Washington DC, aux États-Unis, les 12 et 13 avril 2010. Le deuxième sommet s'est tenu à Séoul en Corée du Sud en 2012. Le troisième sommet s'est déroulé à La Haye aux Pays-Bas les 24 et 25 mars 2014. Le quatrième sommet a eu lieu à Washington aux États-Unis du 31 mars au premier avril 2016.

## Informations de base
En 2009, le Président Obama a prononcé un discours à Prague où il a indiqué que le terrorisme nucléaire est une des principales menaces à la sécurité internationale. Dans cet esprit, Obama a organisé le premier Sommet Mondial sur la Sécurité Nucléaire (SSN) à Washington DC en  2010 dans le but d'attirer l'attention sur le besoin de procurer des matériaux nucléaires afin de prévenir le terrorisme nucléaire. Quarante-sept pays et trois organisations internationales y ont participé. En 2012, le deuxième SSN a eu lieu à Séoul et cinquante-trois pays ainsi que quatre organisations internationales ont été invités. Lors du premier sommet, les chefs étaient concentrés sur la création des accords politiques et durant le deuxième sommet, les chefs étaient axés sur l'évolution de la mise en œuvre de ces accords. La discussion lors du troisième SSN qui s'est déroulé à la Haye en 2014 était ciblée sur les progrès qui ont été réalisés  ainsi que sur l'avenir.
Selon le processus du SNN, les pays continuent d'améliorer leur sécurité nucléaire en fonction du Plan de Travail de Washington qui comprend plusieurs mesures et des points d'action. À Séoul, plusieurs points d'action supplémentaires ont été formulés et publiés dans le Communiqué de Séoul. Le processus du SSN est en cours et depuis l'année 2009, a exigé que les dirigeants mondiaux et les diplomates consacrent plus d'attention à la question de la sécurité nucléaire.  Des consultations approfondies ont lieu à l'avance de chaque sommet. Les  consultations ont commencé en 2012 pour le SSN de 2014. Les négociateurs des pays différents, connus sous l'appellation de Sherpas et de Sous-Sherpas, discutent les progrès qui ont été réalisés et traitent des thèmes clés, des plans de travail et des mesures à prendre. Finalement, ces négotiations mènent à des décisions qui sont adoptées et affirmées lors du sommet et publiées dans un Communiqué.